# Банк Бутану
Банк Бутану  — національний комерційний банк Бутану зі штаб-квартирою в Пхунчолінгу. Перебуває переважно у державній власності.

## Історія
Отримав королівську ліцензію в травні 1968 року. Засновниками були Міністерство фінансів бутану і Чартерний банк Індії, Австралії та Китаю. Останній мав 25 % банку. деякий час розділяв з Міністерством фінансів, Державною торговою корпорацією Бутану функції центрального банку. Після створення Королівського валютного управління Бутану у 1982 році Банк Бутану відіграє роль агента з обслуговування платежів і готівкового грошового обігу.
У 1971 році 25 % банку перейшов від Чартерного банку до державного банку Індії. Водночас відбулася реструктуризація Банку Бутану. У 2000 році Банк пройшов реєстрацію як комерційний банк державного сектора. До 2007 року Банк керувався міністерством фінансів Бутану. Управління здійснюється Druk Holding & Investments (єдиним акціонером є міністерство фінансів Бутану), яка також управляє іншими компаніями державного сектора.

## Діяльність
Початковий капітал становив 2,5 млн. нгултрум. У 1991 році діяло 27 відділень. На 2017 рік має в своєму розпорядженні мережу в 47 відділень, які присутні в кожному Дзонгхаг. Банк Бутану є найбільшим комерційним банком королівства. На нього припадає 41 % вкладів і 32 % кредитів економіці. 
Станом на 1 липня 2017 року активи Банку Бутану досягали 47,7 млн. нгултрум (близько $ 750 тис.). На 55 % вони складаються з кредитів, перш за все, споживчих кредитів населенню і іпотеки. У банка 60 банкоматів по країні.